# Omitama
Omitama (Japans: 小美玉市, Omitama-shi) is een stad in de prefectuur Ibaraki op het eiland Honshu in Japan.
Vergeleken tussen 1 maart 2012 en 1 augustus 2008 is het aantal inwoners bijna hetzelfde gebleven, respectievelijk 52.629 en 52.643.

## Geschiedenis
Op 27 maart 2006 werd Omitama een stad, shi, ontstaan na samenvoeging met de gemeentes Ogawa (小川町, Ogawa-machi), Minori (美野里町, Minori-machi) en het dorp Tamari (玉里村, Tamari-mura). De naam Omitama is een samenvoeging van de eerste karakters van de samengevoegde gemeentes en dorp.

## Verkeer
Vliegbasis Hyakura, een vliegbasis van de Japanse Zelfverdedigingstroepen, ligt in Omitama. Een nieuwe civiele luchthaven voor binnenlandse vluchten wordt aldaar gebouwd en werd in maart 2010 geopend als Ibaraki Airport.
Omitama ligt aan de Jōban-lijn van de East Japan Railway Company.
Omitama ligt aan de Jōban-autosnelweg en aan de autowegen 6 en 355.

## Stedenbanden
Omitama heeft een stedenband met
- Abilene in Kansas, Verenigde Staten

## Geboren in Omitama
- Yuya Niwa (丹羽 雄哉, Niwa Yūya), politicus van de LDP

## Aangrenzende steden
- Hokota
- Ishioka
- Kasama
- Namegata